# 菅谷藍
菅谷 藍（すがのや あい、1908年〈明治41年〉5月10日 - 2022年〈令和4年〉頃）は、日本の書道家、作家、長寿の女性（スーパーセンテナリアン）。菅谷 あいとも表記される。
2018年（平成30年）6月時点で、110歳の現役書道教師として活動していた。書家としては、日本春秋書芸院の雅号「菅谷李径」の名義で活動。

## 来歴
郡長を務めた父と、文学好きの母の間に、8人兄弟の四女として誕生。幼いころからの夢は「作家になること」だった。高等女学校を卒業し、1932年、24歳で結婚。わずか4年で夫が結核に倒れ、29歳で死別。
夫婦に子供はいなかった。
戦時中は女子挺身隊の隊長として大阪市内の軍需工場に勤務した。戦時中から執筆活動に従事し、1942年（昭和17年）、大阪毎日新聞社・東京日日新聞社による「婦人日本女性新人賞」を受賞。終戦後の1947年（昭和22年）、神戸神港新聞（神港新聞）朝刊に長編小説「夕顔夫人」を掲載。1958年（昭和33年）、西田王堂に師事し、書の道に入った。活動が報じられたのは2018年（平成30年）6月が最後だった。GRGは、2022年2月8日に113歳273日で菅谷を存命の世界長寿者第13位として認定したが、3カ月後には「Limbo」（生存が1年以上確認できない、もしくは死亡日がはっきりしていない人物）と判断した。

## 書道
もともと菅谷は乱筆であった。黄檗山の機関誌編集をしていた頃、ある料亭で集まった全員が寄せ書きをする機会があったという。その際、菅谷も一筆入れたが、誘った印刷会社の社長から翌日に謝られた。「あんな下手な字を書かせて、恥をかかせてしまった」という理由である。乱筆の自覚がなかった菅谷は、社長がなぜ謝っているのか、すぐに理解できなかったという。そして「でも、松岡先生だって変な字書いとったね」と、同じ場に居合わせた書道家・松岡について評価した。松岡は隷書の達人と呼ばれていた人物である（菅谷は当時、隷書を知らなかった）。
菅谷は文学で身を立てることを目指していたが、順調には進まなかった。そんな折、知人の女性に勧められ、気が進まないままに八卦の占いを受ける。八卦見は菅谷に対して「文学は趣味にすべき。仕事にするなら書道である」と述べた。その後数人の八卦見による占いを受けたが、やはり全員の答えが「書道をすべき」であった。ある男の八卦見は、菅谷の顔を見るなり「書道で一生を送る人でんな」と告げた。

## 100歳以降の生活

### 食生活
110歳時点で、甘いものが好物だが、辛いものも好んで食べる。「特別に好きというものはない」「何でも好き」と語っている。肉と魚なら肉を好み、牛肉や豚肉を特に好む。鶏肉は「あっさりしすぎている」ため、あまり好きではないという。アルコールを嗜んでおり、特に夏はビールを好む。「飲む人とお付き合いとなれば、私なんぼでも飲むよ」と語っている。「牛肉をバターで炒め、刻んだネギを少し入れて醤油をたらす」という簡単な料理を特に好んで行う。

### 日課
100歳時点でのインタビューにおいて「新聞を毎日欠かさず読む」と答えている。最初に小説を読み、全部で1時間ほど書けて読むという。分からないカタカナ語などは書き出し、弟子に教えてもらうという。

## 著作
- 『人生いろいろ』(文芸社) 、2002年 ISBN 978-4835547466

## 出演
- 百歳バンザイ！ ひとり暮らしも、また楽し（2008年10月18日、NHK）[15]
- 情報ライブ ミヤネ屋～この国で笑顔で老いるために～102歳の女性と考える“社会”と“自分”の在り方（2010年8月10日、日本テレビ）[16]
- Nスタ  Nトク/元気の秘けつを学べ！100歳の現役さんが大集合！（2010年9月21日、TBS）[16]
- 情報ライブ ミヤネ屋（2011年9月19日、日本テレビ）[17]。